# Heinrich Lautensack (Goldschmied)

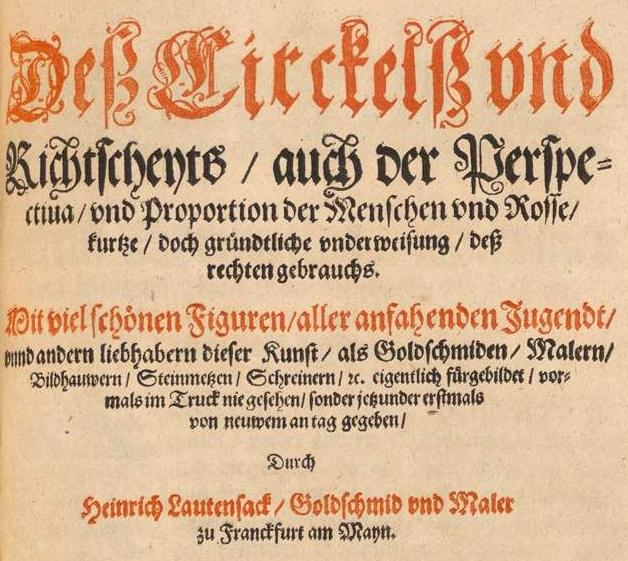
Ausschnitt aus dem Titelblatt des Werkes von 1568

Heinrich Lautensack (* 3. Februar 1522 in Bamberg; † 1568 in Frankfurt am Main) war ein deutscher Goldschmied und Maler.
Heinrich Lautensack war ein Sohn von Paul Lautensack. 1527 kam er mit seiner Familie nach Nürnberg. Er erhielt ab 1532 für sechs Jahre eine Ausbildung bei dem Goldschmied Melchior Baier (1495–1577). 1550 zog Lautensack nach Frankfurt, wo er am 2. Juli 1550 Lucretia Ort heiratete.
Heinrich Lautensack wurde besonders durch sein 1564 erschienenes Lehrbuch zur zeichnerischen Perspektive bekannt.

## Werke
- Des Circkels vnnd Richtscheyts, auch der Perspectiua vnd Proportion der Menschen vnd Rosse, kurtze, doch gründtliche underweisung deß rechten gebrauchs. Mit vil schönen Figuren, aller anfahenden Jugendt vnnd andern liebhabern dieser Kunst, als Goldschmiden, Malern, Bildhauwern, Steinmetzen, Schreinern, etc. eigentlich fürgebildet, vormals im Truck nie gesehen, sonder jetzunder erstmals von neuwem an tag gegeben. Franckfurt, Feyerabend und Lautensack / Raben, 1564 (Digitalisat)